# Ophion punctatus
Ophion punctatus là một loài tò vò trong họ Ichneumonidae.